# Bataille d'Aït Yahia Moussa
Guerre d'Algérie
Batailles
La bataille d'Aït Yahia Moussa ou bataille de Vougarfen, est un engagement armé de la guerre d'Algérie qui se déroule le 6 janvier 1959 dans la Zone 4 de la Wilaya 3 historique dans la région de Grande Kabylie en Algérie, Cette bataille oppose l'ALN à l'Armée française dans le cadre de l'opération Kabylie 16. Elle s'achève sur une défaite de l'armée française.

## Prélude
Le 6 janvier 1959, aurait dû avoir lieu une réunion de plusieurs responsables régionaux de L'ALN au domicile de la famille de Krim Belkacem au village de Tizra-Aissa, Aomar Oudni, dit Si Mouh Nachid, responsable de la zone 4 de la Wilaya 3 historique dit à propos de cette réunion : 

« Le 4 janvier 1959, plusieurs officiers de la wilaya 3 et, à leur tête, le colonel Si M’Hamed et le commandant Si Ahcène Mahiouz rentraient d’une réunion tenue à Taher (Jijel). Ils devaient rencontrer les commandants Azzedine et Omar Oussedik ainsi que d’autres officiers [dont le Colonel Amirouche] à la frontière entre les wilayas 3 et 4. »

— Le Lieutenant Aomar Oudni, dit Si Mouh Nachid.
L'Armée française, mise au courant de cette réunion, déploya un dispositif militaire composé de 32 000 soldats et une trentaine d'avions ayant pour but d'éliminer les troupes de l'ALN composé des quatre compagnies, celles du Djurdjura, de Maatkas, d'Aït Yahia Moussa et de Lakhdharia, ainsi qu'un commando de vingt-cinq hommes de la zone autonome de Tizi-Ouzou. Le 5 janvier ont lieu plusieurs signalements de troupes françaises dans le secteur d'Aït Yahia Moussa, l'ordre d'exfiltration est donné, les principaux chefs doivent être évacués en lieu sûr. Ainsi le Commandant Azzedine, le Colonel Amirouche et le Commandant Omar Oussedik ainsi que le Colonel M'Hamed Bougara et le Commandant Ahcène Mahiouz sont évacués par le Capitaine Si Mouh Nachid en direction de Bouira.
La bataille a lieu à Vougarfen, à cinq kilomètres dans le versant est du chef-lieu communal de l'ex-Oued Ksari (Aït Yahia Moussa).

## Composition

### Armée française
Au sein des forces militaires engagées, le 6e régiment de parachutistes d'infanterie de marine (RPIMa) dirigé par le colonel Ducasse, le bataillon de Bouira commandé par le colonel Pavillon, le 7e régiment de hussards, le 22e bataillon de chasseurs alpins, 3 bataillons du 9e régiment d'infanterie de marine, un bataillon mixte de Draâ El Mizan, les 1er et 4e régiment d'artillerie, le 72e bataillon du 159e régiment d'infanterie, un bataillon du 7e bataillon de chasseurs alpins, un bataillon du 121e régiment d'infanterie, un bataillon du 20e GAP, et 4 détachements du 93e régiment d'artillerie de montagne sont présents. De plus, un commando doté d'équipes spécialisées des grottes complète cette composition.
Concernant l'appui aérien, on trouve des Pipers du GAD 27, des T6 du PCA, et des hélicoptères appartenant à la 27e DM du GATAC d'Alger. En somme, environ 32 000 hommes sont placés sous l'autorité du général Faure et du Général Massu pour cette opération.

### Armée de libération nationale
La composition des forces de l'ALN comprend la compagnie de la zone 4 Nahia 2, dirigée par Si Moh Ouamar Mahmoudi, la compagnie de Maâtkas zone 3, sous le commandement de Si Moh Ou Hamou, la compagnie de la Wilaya IV, commandée par Si Belaïd, ainsi qu'une section du bataillon du Djurdjura, placée sous le commandement de l'adjudant Slimane Tadjer, L'ensemble de ces compagnies fut placé sous le commandement du Lieutenant Boulaouche Mohamed, dit Si Mouh Oulhadj qui avait notamment donné l’ordre à sa compagnie d’engager un combat au corps à corps afin d’éviter l’intervention de l’artillerie et de l’aviation.
Renforts : un groupe commando en provenance de la zone autonome de Tizi-Ouzou, composé de 25 hommes menés par le sous-Lieutenant Moh Djerdjer Mitiche, ainsi qu'un nombre important de combattants de la Nahia 2 de la zone 4 de la Wilaya III qui sont venus en renfort, soit au total de 625 hommes auxquels s'ajoute 100 Moussebline

## Déroulement de la bataille
La bataille commence le 6 janvier à environ trois heures du matin dans le village de Tizra-Aissa. Le premier bombardement aérien a lieu à 10 heures lors duquel une dizaine d'avions T6 larguèrent des bidons de Napalm et des roquettes. Lors de la bataille les parachutistes du 6e régiment de parachutistes d'infanterie de marine commandé par le Colonel Ducasse eurent pour objectif la prise de la crête de Tighilt Amokrane qui était occupé par des combattants de l'ALN solidement positionnés avec 4 fusils mitrailleurs, l'attaque fut un échec, les parachutistes eurent 22 hommes (ou 21 morts) et 32 blessés dont le Capitaine Grazziani et le lieutenant Jean Chassin. La bataille continua toute la journée avant de se finir au matin du 7 janvier après la retraite de l'armée française. L'armée de libération algérienne perd 282 de ses combattants, tandis que l'armée française perd durant la bataille environ 400 morts dont deux officiers, le capitaine Jean Graziani tué dans les environs 15 heures et le lieutenant Jean Chassin. Au delà du nombre de morts, la défaite de l'armée française se caractérise par son échec d'éliminer les différents chefs régionaux de l'ALN qui était pourtant son objectif principal et pour lequel elle avait déployé un imposant dispositif militaire.

## L'après-bataille
À la suite de cette bataille, les hommes de l'ALN se retirèrent afin de ne pas poursuivre l'affrontement pour le lendemain et pour déplacer les blessés en lieux sûrs pour pouvoir les soigner. Connaissant la région, les hommes de l'ALN de la zone III de la Wilaya 3 guidèrent ceux de la wilaya IV dans leur retraite. La bataille laissa un grand choc au sein des soldats français, un appelé musulman dit à son retour au cantonnement : 

« il y avait des
soldats réveillés en sursaut dans les dortoirs, avec des cris et des fugues sans retenue. »

— Seddik Manseur.
Le général Jacques Massu parle également de la mort du capitaine Graziani dans son livre le Torrent et la Digue :

« Parmi nos morts, les Algérois pleurent un concitoyen, nous pleurons un de nos meilleurs officiers, le capitaine Jean Graziani, dont l'ardeur n'avait pas été entamée par une captivité de quatre ans chez les Viets et une grave blessure reçue en septembre 1958 »

— Le Torrent et la digue p.267.